# Armada 2525
Armada 2525 là một game chiến lược khoa học viễn tưởng 4X do Robert T. Smith phát triển và hãng Interstel Corporation phát hành ở Bắc Mỹ vào năm 1991, với giá 49,95 đô la.  Một phiên bản cập nhật có tên là Armada 2525 Deluxe cũng được phát hành vào năm sau, cập nhật thêm lối chơi, đồ họa và mục chơi mạng.

## Lối chơi
Armada 2525 là game thuộc thể loại chiến lược 4X (viết tắt của eXplore (thăm dò), eXpand (mở rộng), eXploit (khai thác) và eXterminate (tiêu diệt)). Người chơi phải khám phá thiên hà, mở mang đế chế, khai thác các nguồn tài nguyên khác nhau được tìm thấy và tiêu diệt các đối thủ của của mình. Game kết thúc tùy thuộc vào một trong 4 điều kiện chiến thắng được đặt khi bắt đầu một lượt chơi.
Trò chơi diễn ra hoàn toàn dưới dạng 2D với bản đồ sao chính và các phân cảnh chiến đấu diễn ra trên mặt phẳng 2D. Nó được chia thành một giai đoạn sản xuất duy nhất dành cho việc xây dựng công trình và nghiên cứu công nghệ, sau đó là 4 giai đoạn di chuyển, giúp người chơi dễ dàng khám phá thiên hà và kình chống các đế chế đối nghịch. Giao tranh xảy ra khi một hạm đội đến gần một ngôi sao với một người chơi đối địch với cả hai bên có thể đưa ra mệnh lệnh giới hạn trước khi bắt đầu tham chiến tự động. Kịch bản giao chiến thực tế được xác định liệu có một hạm đội đối phương bảo vệ ngôi sao hay thiếu hạm đội đó, nếu có các lực lượng phòng thủ hành tinh chống lại.

## Đón nhận
Tạp chí Computer Gaming World hết lời ca ngợi Armada 2525 vì sự đơn giản, đa dạng và dễ chơi của nó, nói rằng trò chơi cho phép người chơi tập trung vào việc chơi giỏi hơn là hiểu cách chơi. AI của trò chơi cũng được quảng cáo là đủ thách thức để chơi một mình. Tuy nhiên, tạp chí này đã chỉ trích phần chơi nối mạng của game vì cơ chế save không có lợi cho việc chơi qua email và việc thiếu hỗ trợ modem có nghĩa là lựa chọn duy nhất là chơi trên hotseat. Mặc dù nó đã gọi tựa game này là trò chơi gần gũi nhất với Reach for the Stars hơn bất kỳ game chiến lược không gian nào khác cho đến nay, tạp chí cũng tuyên bố rằng đây không phải là sự thay thế cuối cùng dành cho game. Kết luận rằng Armada 2525 là một sự bổ sung xứng đáng cho thể loại không gian chiến lược dành cho người hâm mộ của game. Một cuộc khảo sát năm 1994 về dòng game không gian chiến lược lấy bối cảnh vào năm 2000 và sau đó đã chấm cho game này ba sao trong số năm sao, nói rằng nó "Vừa nhiều lớp vừa chi tiết".
Armada 2526 được coi là tựa game kế nhiệm của Armada 2525.